# The Power of Love
"The Power of Love" je název singlu z roku 1985 od kapely Huey Lewis & The News. Píseň byla napsána pro americký film Návrat do budoucnosti I.
Píseň byla nominována na Oscara ("nejlepší původní píseň", padesátá osmá ceremonie).
Tuhle píseň zahrál Marty McFly (Michael J. Fox) ve filmu Návrat do budoucnosti I. Porota (mezi ní byl i Huey Lewis), která hodnotila jeho výkon, prohlásila, že Martyho kapela "je až příliš moc hlasitá".
The Power of Love je také název singlu od Jennifer Rush (UK 1), kterou převzala např. Laura Branigan, Celin Dion (US 1) a u nás Petra Janů (Už nejsem volná).

## Seznam formátů
12" Chrysalis / CS 42889 
1. "The Power of Love" (Long version) – 7:10
2. "The Power of Love" (Instrumental) – 4:12
3. "The Power of Love" (Short version) – 4:18

- Remix: John "Jellybean" Benitez

## Hudební žebříčky
| Žebříček (1985                                | Příčka |
| --------------------------------------------- | ------ |
| U.S. Billboard Hot 100                        | #1     |
| U.S. Billboard Top Rock Tracks                | #1     |
| U.S. Billboard Adult Contemporary             | #6     |
| U.S. Billboard Hot Dance Club Play            | #22    |
| U.S. Billboard Dance Music/Maxi-Singles Sales | #23    |
| UK Singles Chart                              | #9     |